# Cratere Kumak
Kumak  è un cratere sulla superficie di Marte.